# Noctes Atticae

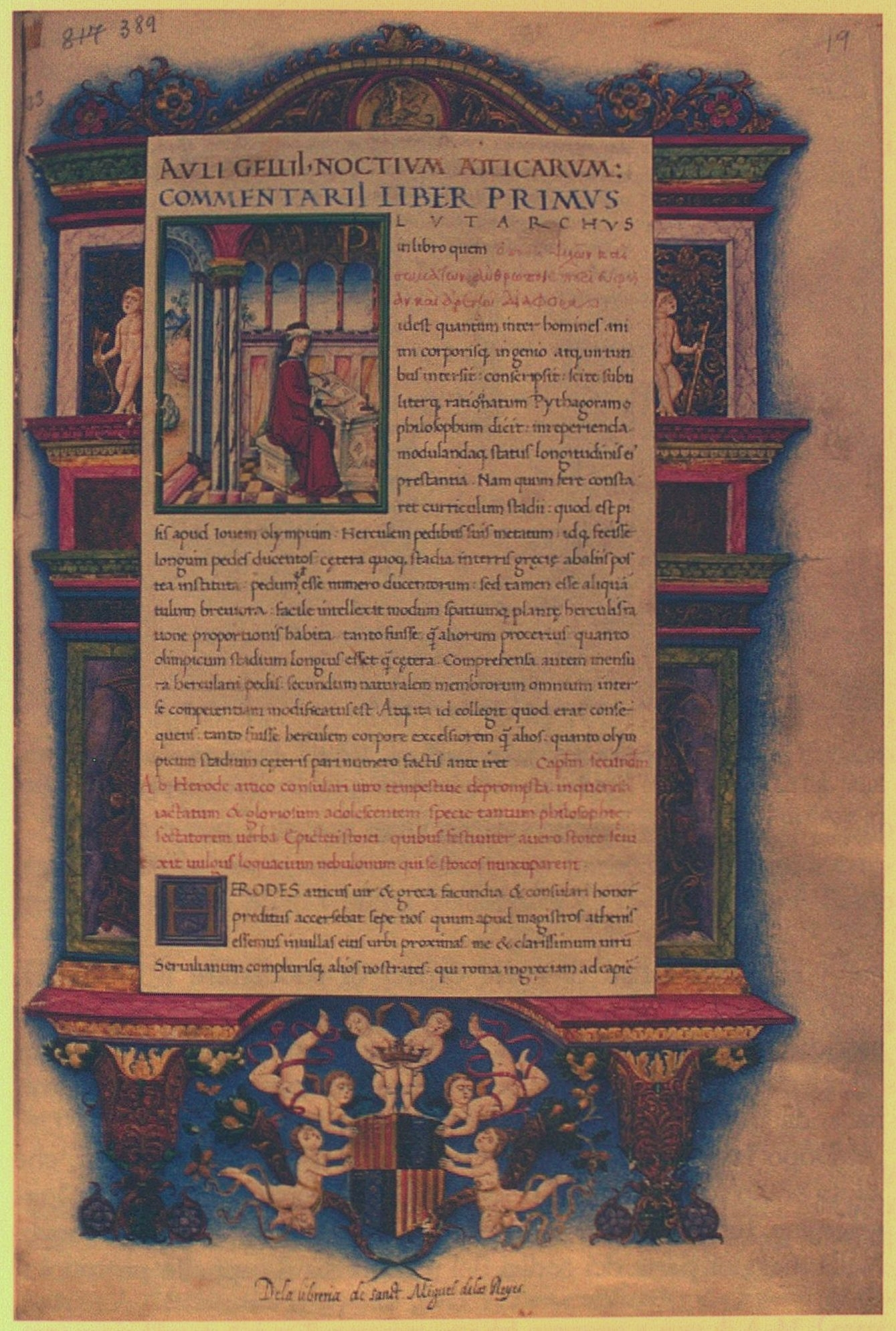
Der Anfang der Noctes Atticae in der Handschrift der historischen Bibliothek der Universität Valencia, Ms. 389, fol. 19r, mit einer Buchmalerei von Nardo Rapicano (zweite Hälfte des 15. Jahrhunderts)

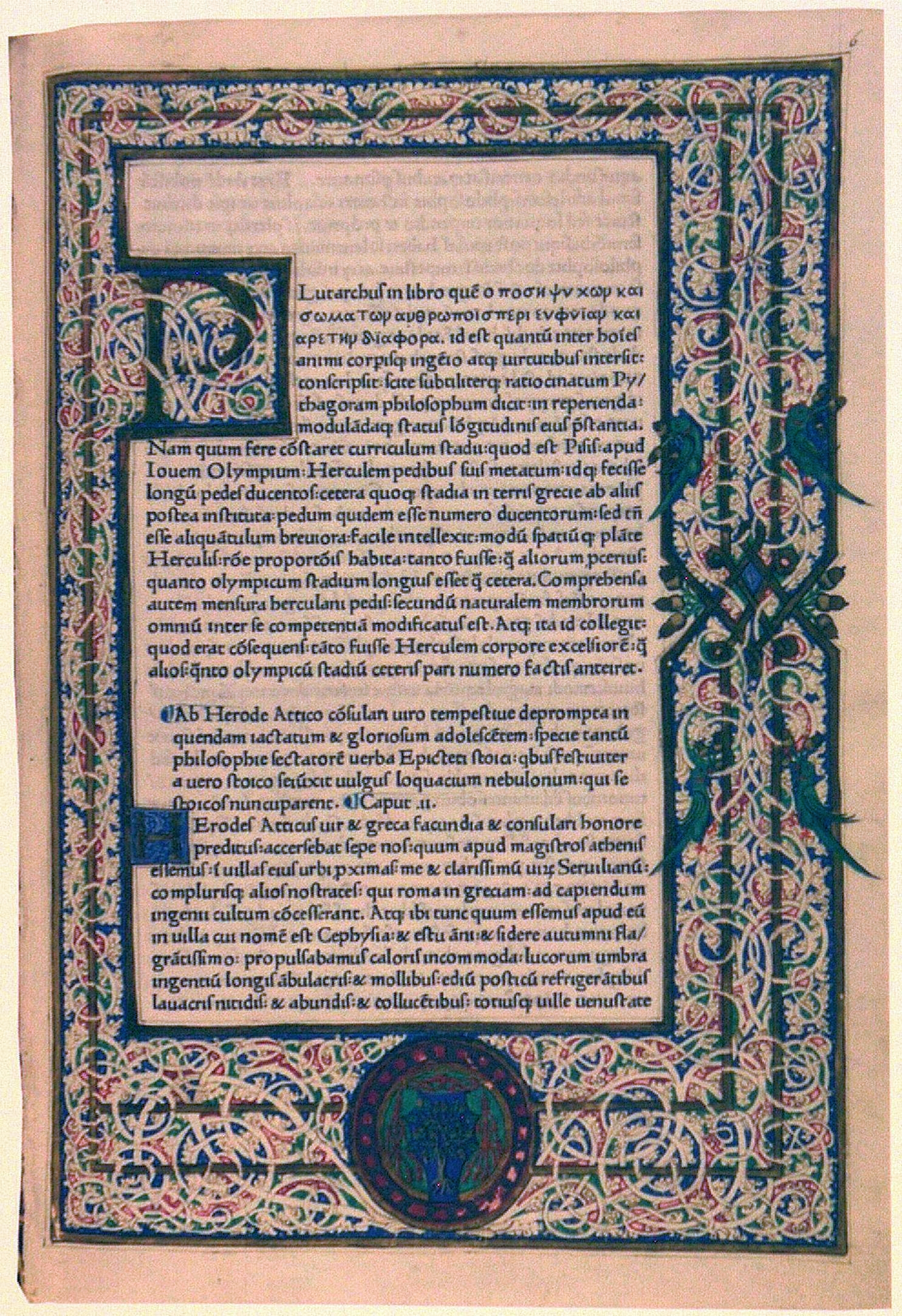
Der Anfang der Noctes Atticae in der 1479 in Rom gedruckten Inkunabel

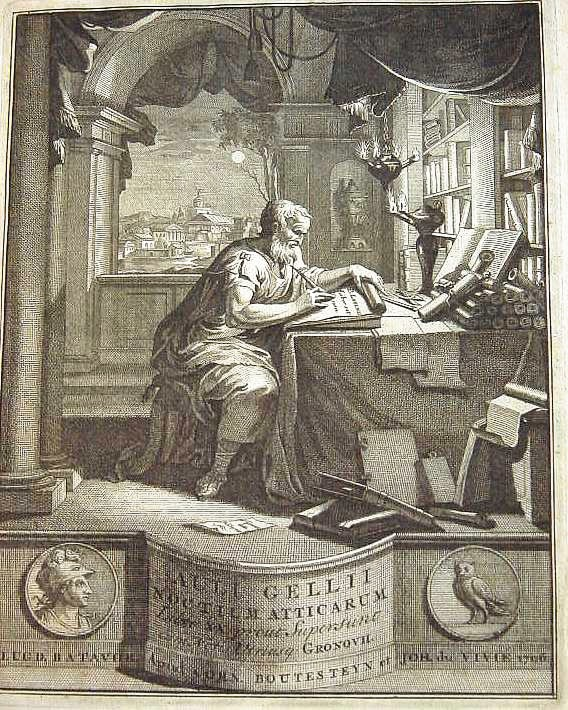
Frontispiz einer lateinischen Ausgabe von 1706

Die Noctes Atticae („Attische Nächte“) wurden in der zweiten Hälfte des 2. Jahrhunderts von dem römischen Schriftsteller und Richter Aulus Gellius verfasst.

## Entstehung
Der Titel des Werkes erklärt sich daraus, dass Gellius mit der Abfassung während der Winternächte begann, die er in Attika verbrachte („quoniam longinquis per hiemem noctibus in agro […] terrae Atticae commentationes hasce ludere ac facere exorsi sumus, idcirco eas inscripsimus noctium esse Atticarum“). Die Datierung kann sich beinahe nur auf textimmanente Angaben des Gellius stützen. Man entnimmt diesen, dass er das Werk im Zusammenhang mit einer Reise nach Athen während der Jahre 147 und 148 konzipiert hat, es in Rom weiter ausarbeitete, und dass es erst um das Jahr 180 publiziert wurde.
Das Werk ist ein Spiegelbild der literarischen Atmosphäre des 2. Jahrhunderts in den miteinander verbundenen Kulturräumen Griechenlands und Roms.

## Inhalte
In bunter Abfolge arbeitete Gellius seine Notizen über allerhand Wissenswertes, Pikantes oder Kurioses zu kleinen Essays aus. Während die einzelnen Kapitel in sich meist klar gegliedert und souverän formuliert sind, gibt es keine systematische Gesamtordnung. Das Buch spiegelt die Bildung und das Wissen der späteren Kaiserzeit wider. In seinen Texten setzt sich Gellius mit den verschiedensten Problemen auseinander. Die wichtigsten Themenschwerpunkte sind:
- Grammatisch-philologische Abhandlungen lexikalischer und etymologischer Themen: Dieser Themenkreis nimmt einen besonderen Raum ein. Es werden nicht nur Fragen der Grammatik diskutiert – etwa ob Marcus Terentius Varro und andere bedeutende römische Schriftsteller den Genitiv und Dativ richtig bilden (Buch IV, 16) –, sondern auch die korrekte Aussprache und Betonung von Wörtern (Buch IV, 7).
- Interpretation griechischer und lateinischer Literatur: So vergleicht Gellius das lateinische Lustspiel Das Halsband des Caecilius Statius mit seinem griechischen Vorbild des Menander anhand ausführlicher Gegenüberstellung lateinischer und griechischer Textpassagen (Buch II, 23).
- Literaturgeschichte und Literaturkritik (z. B. Buch XVII, 10 und XIX, 9)
- Philosophische und moralphilosophische Fragen: Wichtig ist dem Autor, seine Bewandertheit auf diesem Gebiet zu belegen. In einem kurzen Text zu einem Aspekt der Lehre Epikurs bringt er die Philosophen Hierocles, Antisthenes, Critolaus, Platon und seinen Lehrer in Athen Taurus unter (Buch IX, 5).
- Griechische und römische Geschichte: Es finden sich anekdotenhafte Skizzen, wie „eine beißende Antwort, welche der Punier Hannibal scherzweise dem König Antiochus gegeben“ (Buch V, 5). Die republikanische römische Geschichte wird aber auch durch ausführliche Zitierung römischer Geschichtsschreibung gewürdigt (Buch IX, 13).
- Mirabilia: Zyklopen, hundsköpfige Menschen, Hermaphroditen (Buch IX, 4), aber auch die Geschichte von der Freundschaft zwischen einem Knaben und einem Delphin, der jenen auf seinem Rücken durch das Wasser trägt und bei seinem Tod aus Kummer stirbt (Buch VI, 8).
- Juridische Probleme (z. B. Buch I, 3 und II, 12)
- Naturwissenschaften (Astronomie, Mathematik) und Medizin: Gellius berichtet von der Linderung von Schmerzen, ja sogar von der Heilung von Schlangenbissen durch das Flötenspiel (Buch IV, 13).

## Absicht
Gellius formuliert selbst seine Absicht. Der erhaltene Teil der praefatio beginnt in der Übersetzung von Georg Fritz Weiß:

„Andere anziehendere Schriften wird man finden können; allein der Zweck, den ich bei der Abfassung dieses Werkes verfolgte, war kein anderer, als dass meine Kinder in den Freistunden, wenn sie von ihren Arbeiten geistig ausruhen und ihren eigenen Vergnügungen nachhängen können, auch sofort eine angemessene Erholungslektüre vorfinden sollen.“

Aber er wendet sich nicht ausschließlich an seine Kinder. Wie in der praefatio weiter ausgeführt wird, will er „Menschen, die von anderweitigen Lebensverpflichtungen in Anspruch genommen sind“ unterhalten (delectatio), aber auch mit dem nötigen Basiswissen ausstatten, dass sie kompetent an einem Gespräch teilnehmen können. Eine vollständige Erfassung der Themen oder auch nur systematische Einordnung ist nicht angestrebt.
Dabei ist zu erkennen, dass er sich auf geschichtliche Anekdoten und Personen aus der Zeit der Könige und der Republik (753–31 v. Chr.) beschränkte; in seinem Sammelwerk finden sich dagegen kaum Episoden aus der Kaiserzeit. Der Grund dafür war wohl, dass Gellius seinen Kindern zeigen wollte, aufgrund welchen Verhaltens, welcher Werte und welcher Normen Rom zu dem geworden war, was es Mitte des 2. Jahrhunderts repräsentierte. Deswegen nahm er viele Texte in seine Sammlung auf, die bereits 400 Jahre zuvor verfasst worden waren, indem er manche wörtlich, andere in seinen eigenen Worten wiedergab.

## Form und Stil
Das umfangreiche Werk ist in 20 Bücher aufgeteilt, die von einer praefatio und einem Inhaltsverzeichnis eingeleitet werden. Die Bücher gliedern sich wiederum in 398 Kapitel ganz unterschiedlichen Formats und Inhalts. Vor jedem Kapitel befindet sich eine kurze, zusammenfassende Inhaltsangabe. Buch 8 ist bis auf diese Inhaltsangaben verloren gegangen.
Häufig verwendet Gellius nicht nur lateinische, sondern auch griechische Zitate, so dass die typische Zweisprachigkeit dieser Epoche vermittelt wird. Ein Teil der Kapitel folgt der Tradition der Wissensvermittlung der römischen Enzyklopädie. Er fügt aber auch streitende Grammatiker oder Philosophen und exakte Zitate in seine Texte ein, um Lebhaftigkeit zu erreichen. Tischgespräche und Straßenplaudereien in wörtlicher Rede, historische Anekdoten lockern den Text auf.
Auf eine bestimmte Ordnung der Materialien wird verzichtet. Gellius exzerpiert die Bücher, wie sie ihm in die Hände kommen, ohne Planmäßigkeit. Belehrende Texte, Wundergeschichten und Gespräche philosophischen Inhalts stehen in bunter Folge.
Die Verfeinerung und Bereicherung seiner Sprache hatte für Gellius einen hohen Stellenwert. Er verwendet zahlreiche Attizismen in den griechischen ebenso wie Archaismen in den lateinischen Teilen seines Werks und lässt so Ausdrücke und Grammatikkonstruktionen aus älteren vorklassischen Dichtungen wiederaufleben. Daneben stehen aber auch Wortneubildungen, die teils durch Umgestaltung bestehender Worte, teils durch Benutzung griechischer Worte entstehen. Insgesamt ist es eine reiche Sprache, auch geschmückt durch die Häufung von Synonymen.

## Bedeutung und Nachwirkung
Gellius ist einer der Schriftsteller, die durch eine Ansammlung verschiedenster Exzerpte ein Bild ihrer Zeit vermitteln. Hiermit fügt er sich in die „Miszellanlitteratur“ ein und gilt damit auch als Vertreter der Buntschriftstellerei. Seine Exzerpte entnimmt Gellius unterschiedlichsten Gebieten des Wissens, der Grammatik, Dialektik, Philosophie, Arithmetik, den Rechtswissenschaften, der Geschichte usw., mischt dazu aber auch allerhand Begebenheiten und sogar Wundergeschichten. Die Noctes Atticae haben damit eine zentrale Bedeutung für die Erforschung der Rezeption des zweiten nachchristlichen Jahrhunderts. Sie vermitteln ein lebendiges Bild der Lese- und Bildungskultur. Dabei wird nicht nur vom Inhalt ausgegangen, sondern auch von der narrativen Einkleidung der Werks, die geistige und kulturelle Interessen des kaiserzeitlichen Bildungsbürgertums widerspiegelt.
Das Werk des Gellius wurde selbst vielfach rezipiert. Einige Autoren bearbeiten seine Texte, ohne seinen Namen zu nennen, wie etwa Nonius Marcellus, der ihn etwa 100-mal heranzieht. Auch bei Lactantius konnte die Kenntnis der Noctes Atticae nachgewiesen werden, ebenfalls bei Apuleius, Macrobius und mehreren weiteren. Der Kirchenvater Augustinus von Hippo zitiert in seinem Werk De civitate Dei (IX, 4) bei der Behandlung der seelischen Affekte und Gelassenheit der Stoiker einen anekdotenhaften Text aus den Noctes Atticae (Buch XIX, 1). Augustinus lobt Gellius dabei als einen vir elegantissimi eloquii.
Die Überlieferung des Werkes durch die Jahrhunderte ist komplex. Der Originalzustand, bestehend aus der praefatio und 20 Büchern, kann nur durch Zitate antiker Autoren nachgewiesen werden. Schon bald wurde das Werk in zwei Bände aufgeteilt: praefatio und Buch I bis VII, bzw. Buch IX bis XX. Buch VIII fehlt schon hier und ging weitgehend verloren. Teile dieser Textgestaltung sind durch den Codex Vat. Pal. Lat. 24 (nach umstrittener Datierung aus der Zeit vom 5. bis zum 7. Jahrhundert) fassbar. Im Einflussbereich der karolingischen Kulturreform finden sich weitere Textaufteilungen. Handschriften, die Buch I bis VII bzw. IX bis XX vollständig enthalten, bietet erst das spätere Mittelalter, hauptsächlich das 13. Jahrhundert, dann allerdings in mehreren europäischen Bibliotheken. Die erste gedruckte Ausgabe erschien 1469 in Rom. 1883 erstellte Martin Hertz eine kritisch kommentierte Gesamtausgabe. Auch die einzige Gesamtübersetzung  in die deutsche Sprache von Georg Fritz Weiß (1875) ist reich kommentiert.
Die Noctes Atticae wurden im hohen Mittelalter und der frühen Neuzeit sehr geschätzt. Zu dieser Zeit entsprach Gellius mit seiner Vermittlung der Allgemeinbildung und seinen moralischen Abhandlungen der Wissbegierde der gebildeten Schicht. Einer seiner Leser war der englische Theologe Johannes von Salisbury. Als sein Nachfolger galt bald der Humanist und Buntschriftsteller Angelo Poliziano. Hartmann Schedel erwähnte ihn in seiner Weltchronik (1493). Schließlich war auch der Essayschreiber Michel de Montaigne ein Leser und Nachahmer seines Werkes und setzt sich mit Gellius’ Gedanken auseinander. Montaigne übernahm auch den typischen Dreischritt bestehend aus Vorrede, Erzählung und Moral und verbreitete ihn. Am 1. Dezember 1641 wurde in Leipzig das sonntägliche Collegium Gellianum gegründet. Es fand nach den Gottesdiensten statt und beschäftigte sich mit philologischen Fragestellungen und Problemen.
Die Noctes Atticae bilden bis heute eine wichtige Quelle für historische und sprachliche Einzelheiten sowie zahlreiche Fragmente aus verlorenen Werken antiker Autoren. Sie sind zudem höchst wertvoll für das Verständnis der römischen und griechischen Gesellschaft in der Zeit des Kaisers Mark Aurel, in der sich die Gebildeten wie Gellius gerne in einer ‚klassizistischen‘ Tendenz der ruhmreichen Vergangenheit zuwandten.

## Ausgaben
Lateinischer Originaltext
- Martin Hertz (Hrsg.): A. Gellii Noctium Atticarum libri XX. 2 Bände., Berlin 1885.
- Carl Hosius (Hrsg.): A. Gellii Noctium Atticarum libri XX (Bibliotheca Teubneriana). 2 Bände, Leipzig 1903 (online: Band 1, Band2)
- Peter K. Marshall (Hrsg.): A. Gelli Noctes Atticae (Oxford Classical Texts). 2 Bände, Oxford 1968 (korrigierte Auflage: Oxford 1990).
- Leofranc Holford-Strevens (Hrsg.): Avli Gelli Noctes Atticae (Oxford Classical Texts). 2 Bände, Oxford 2019 (maßgebliche textkritische Ausgabe).

Deutsche Übersetzungen
- Georg Fritz Weiß (Hrsg. u. Übers.): Die attischen Nächte. 2 Bände, Leipzig 1875–1876 (Digitalisat; einzige deutsche Gesamtübersetzung).
  - Nachdruck: Wissenschaftliche Buchgesellschaft, Darmstadt 1981.
- Heinz Berthold (Hrsg.): Attische Nächte. Aus einem Lesebuch der Zeit des Kaisers Marc Aurel. Insel Verlag, Leipzig 1987 (Auswahlübersetzung). ISBN 3-458-32779-7.
- Hartmut Froesch (Hrsg. u. Übers.): Noctes Atticae / Attische Nächte. Lateinisch-Deutsch. Reclam, Stuttgart/Ditzingen 2018 (Auswahlübersetzung). ISBN 978-3-150195024.

Englische Übersetzung
- John C. Rolfe (Übers.): Attic Nights. Lateinisch-Englisch (Loeb Classical Library). 3 Bände, Cambridge (MA) 1927.

Bearbeitungen für den Schulgebrauch
- Noctes atticae. Accesserunt eruditissimi viri Petri Mosellani in easdem perdoctae adnotationes. Martin Gymnich, Köln 1549 (von Petrus Mosellanus bearbeitete Neuausgabe der „Attischen Nächte“).
- Josef Feix (Hrsg.): Noctes Atticae. Schöningh Verlag im Schulbuchverlag Westermann, Paderborn 1978, ISBN 3-14-010714-5.
- Michael Dronia (Hrsg.): Transfer 1. Geschichten aus dem alten Rom. Aus Gellius, Noctes Atticae. Auszüge mit Lernmaterialien. Buchner Verlag, Bamberg 2003, ISBN 3-7661-5161-4.
- Gerhard Fink (Hrsg.): Aulus Gellius. Noctes Atticae. J. Lindauer Verlag, München 2007. ISBN 978-3-87488-901-8.